# 1225
1225 (MCCXXV) a fost un an obișnuit al calendarului iulian.

## Evenimente
- 11 februarie: Magna Charta este reînnoită în Anglia.

### Nedatate
- Bătălia de la Poimanenon: grecii din Niceea, conduși de împăratul Ioan al III-lea Ducas Vatatzes, înfrâng forțele Imperiului latin de Constantinopol și reocupă cea mai mare parte a teritoriului deținut de latini în Asia Mică; pe mare, grecii cuceresc insulele Samos, Chios și Lesbos.
- Devenit stăpân în Azerbaidjan, Djala ad-Din invadează Georgia.
- Iltutmish, sultanul de Delhi, respinge un atac al mongolilor.
- Împăratul Frederic al II-lea de Hohenstaufen se căsătorește cu Iolanda, fiica lui Jean de Brienne, moștenitoarea tronului Regatului de Ierusalim.
- Începe campania regelui Ludovic al VIII-lea al Franței în Languedoc.
- Ordinul teutonic este izgonit din Transilvania.
- Sultanul Egiptului, al-Kamil, trimite o ambasadă la Palermo, în vederea unei întâlniri cu Frederic al II-lea.
- Tratatul de pace de la Pegai dintre Robert I de Courtenay și Ioan al III-lea: Imperiul latin recunoaște cuceririle Imperiului de la Niceea; latinii mai stăpânesc în Asia Mică doar Nicomedia.

## Arte, științe, literatură și filozofie
- De divisione naturae a lui John Scotus Eriugena este condamnată de conciliul de la Sens; papa Honoriu III ordonă arderea operei.
- Este tradusă "Metafizica" lui Aristotel.
- Începe edificarea castelului de la Coucy.
- Poetul francez Guillaume de Lorris scrie Roman de la rose, adevărat model al genului amour courtois.
- Robert Grosseteste conduce Universitatea din Oxford.

## Nașteri
- David al VI-lea, viitor rege al Georgiei (d. 1293)
- Inocențiu al V-lea, viitor papă (d. 1276)
- Mihail al VIII-lea Paleolog, viitor împărat bizantin (d. 1282)
- Toma de Aquino, teolog și filosof italian (d. 1274)

## Decese
- 17 septembrie: Guglielmo al VI-lea, marchiz de Monferrato (n. 1173)
- 28 octombrie: Jien, poet și istoric japonez (n. 1155)
- 7 noiembrie: Engelbert al II-lea, arhipiscop de Köln (n. ?)
- An-Nasir, calif abbasid de Nagdad (n. ?)
- Gérard de Rougemont, cleric elvețian (n. ?)